# 40 Glocc
40 Glocc, pseudonimo di Lawrence Carl Demetrious White (Greenville, 16 dicembre 1968), è un rapper statunitense.

## Biografia
L'artista ha vissuto con la propria nonna fino a quando, al compimento dell'ottavo anno, si è ricongiunto con la propria madre per trasferirsi a Los Angeles e poi a Colton. A tredici anni, abbandona la madre per unirsi a una gang locale e nel 1998 inizia la sua attività artistica nel mondo musicale.

## Filmografia
- Thicker Than Water, regia di Richard Cummings Jr. (1999)
- Book of Love: The Definitive Reason Why Men Are Dogs, regia di Jeffrey W. Byrd (2002)
- Who's Making Tha Rules, regia di Anthony Rudolph (2005)
- The Second Half, regia di Jeffrey Elmont - cortometraggio (2009)
- Miss Marzo (Miss March), regia di Zach Cregger e Trevor Moore (2009)

## Discografia

### Album in studio
- 1997 - Migrate, Adapt or Die (con Zoo Crew)
- 2003 - The Jakal
- 2012 - New World Agenda
- 2020 - Constantine
- 2020 - Quarantine

### Mixtape
- 2006 - Outspoken
- 2006 - Outspoken 2
- 2007 - Outspoken 3 (con DJ Whoo Kid)
- 2007 - That New Nigga (con DJ Nik Bean & DJ Felli Fel)
- 2009 - Concrete Jungle (con Zoo Life)
- 2009 - I Am Legend (con DJ Whoo Kid & DJ Nik Bean)
- 2011 - 'C.O.P.S: Crippin' on Public Streets (con DJ Nik Bean)
- 2011 - The Graveyard Shift (con Spider Loc)